# Burni Sunti
Burni Sunti är ett berg i Indonesien.   Det ligger i provinsen Aceh, i den västra delen av landet, 1 600 km nordväst om huvudstaden Jakarta. Toppen på Burni Sunti är 1 517 meter över havet, eller 119 meter över den omgivande terrängen. Bredden vid basen är 1,6 km.
Terrängen runt Burni Sunti är kuperad åt nordväst, men åt sydost är den bergig. Runt Burni Sunti är det mycket glesbefolkat, med 2 invånare per kvadratkilometer. I omgivningarna runt Burni Sunti växer i huvudsak städsegrön lövskog.